# David Shrigley
David Shrigley (født 17. september 1968 i Macclesfield ) er skotsk billedkunstner.
Han er kendt for sine humoristiske og naivistiske sort-hvide tegninger.
David Shrigley er uddannet på Glasgow School of Art og bor i Glasgow. 
Shrigley arbejder med tegninger, fotografier og skulpturer og benytter sort humor og det absurde til at kommentere virkeligheden. Hans skæve tegninger og tekster har en humoristisk og naivistisk tone.

## Ekstern henvisning
David Shrigley, Glasgow Artist, Scotland, UK Arkiveret 2. november 2007 hos  Wayback Machine